# Львувек (гмина)
Львувек (пол. Lwówek) — гмина (уезд) в Польше, входит как административная единица в Новотомыский повет, Великопольское воеводство. Население — 9140 человек (на 2008 год).

## Соседние гмины
1. Гмина Душники
2. Гмина Квильч
3. Гмина Куслин
4. Гмина Медзихово
5. Гмина Мендзыхуд
6. Гмина Новы-Томысль
7. Гмина Пневы